# Skjöldebrand
Skjöldebrand är namnet på ett antal befryndade svenska adelsätter av vilka en alltjämt fortlever.
Ätterna stammar från en släkt från Dalarna med namnet Brander. Rådmannen i Köping Fredrik Branders (1693–1736) son, sedermera kommerserådet Eric Brander (1722-1814) adlades den 17 februari 1767 och tog därvid namnet Skjöldebrand. Sköldebrevet utfärdades dock först 1772, och han introducerades på Riddarhuset 1773 med nummer 1991. Denna ätt fortlever i dag och har ett stort antal medlemmar, alla stammande från Erics son, generalkonsuln Mathias Archimboldus Skjöldebrand (1765–1813). Nuvarande (2003) huvudman är musikdirektör Carl-Gösta Skjöldebrand (född 1930).
Av Erik Skjöldebrands söner upphöjdes två i högre adelsvärdigheter. Landshövdingen Pehr Eric Sköldebrand (1769–1826) blev den 24 augusti 1819 friherre i enlighet med § 37 i 1809 års regeringsform (det vill säga att endast ättens huvudman innehar denna värdighet). Denna ätt introducerades 1820 med nummer 373 och utdog 1908.
Redan tidigare hade dock Pehr Erics äldre bror, generalen, statsrådet med mera Anders Fredrik Skjöldebrand (1757–1834) även han upphöjts till friherre den 26 januari 1814 (också i enlighet med § 37; introducerad 1814 med nummer 345). Han avancerade den 11 maj 1819 vidare till greve (också enligt § 37). Denna grevliga ätt Skjöldebrand introducerades 1821 med nummer 137 och fortlevde till 1889 då såväl den som den friherrliga ätten nummer 345 utgick med Anders Fredriks barnlöse son, ståthållaren August Fredrik Skjöldebrand (1812–1889).
Ätternas medlemmar har ofta skrivit sig med något avvikande stavningsformer från den officiella såsom "Skiöldebrand" och "Sköldebrand". Den friherrliga ätten nummer 373 tycks konsekvent ha använt den senare varianten. En annan namnmässig egenhet inom släkten är att ett mycket stort antal av dess manliga medlemmar bär det ovanliga namnet Archimbold (eller varianter härav) som andranamn. Bland den adliga ättens medlemmar märks konstnären Eric Bogislaus Skjöldebrand (1816–1866).
Enligt offentlig statistik var följande antal personer folkbokförda i Sverige den 31 december 2018 med namnvarianterna
- Skjöldebrand 54
- Skiöldebrand 22
- Sköldebrand 11

Totalt blir detta 87 personer.

## Personer med efternamnet Skjöldebrand
- Anders Fredrik Skjöldebrand (1757–1834), greve, general och statsråd
- Carl August Skjöldebrand (1806–1881), kammarherre, bruksägare och riksdagsman
- Carl Eric Skjöldebrand (1780–1817), överste
- Charlotta Skjöldebrand (1791–1866), hovfunktionär
- Eric Skjöldebrand (1722–1814), vitterhetsidkare och ämbetsman
- Eric Bogislaus Skjöldebrand (1816–1868), kapten, kammarherre och målare
- Hans Skiöldebrand (1919–2003), militär och hovstallmästare
- Jonathan Skjöldebrand (född 1983), israelisk-svensk basketspelare
- Knut Erik Skjöldebrand (1807–1874), friherre, kammarherre och landshövding
- Per Skjöldebrand (född 1960), teaterregissör, pedagog och producent
- Pehr Eric Sköldebrand (1769–1826), ämbetsman